# 鴻沼
鴻沼（こうぬま）は、現在の埼玉県さいたま市に存在した、約75 haに渡って広がっていた沼である。幅が100 - 500 m、長さが4 kmで、市内にあった見沼、伝右衛門沼に次ぐ大きさだったと言われている。江戸時代に干拓されて田んぼとなり、現在は宅地化が進む。現在も地名などに残る。高沼（こうぬま・たかぬま）とも呼ばれている（下記）。

## 歴史

井沢弥惣兵衛像

ヴュルム氷期、今から約1万8千年前までに、大宮台地に鴻沼川（霧敷川）が谷を刻み広げた。その後縄文海進で谷に海水が入り込み、約6000年前には現在のさいたま市大宮区桜木町まで達した。鴻沼が入り江だった頃の遺跡に、大戸貝塚、円阿弥貝塚がある。約4000年前に海が退くと、水はけが悪い谷は沼沢地になった。この沼が鴻沼（高沼）で、底には砂、泥、泥炭の層が積もった。
江戸時代中期に周辺17ヶ村（小村田、与野町、鈴谷、上峰、千駄、西蓮寺、山久保、中島、元宿、町谷、西堀、道場、新開、鹿手袋村、関、四ツ谷、田島）の農業用のため池として使われていた。現在の巽橋からたがい橋に掛けての範囲である。
1728年（享保13年）に8代目将軍である徳川吉宗の命令で井沢弥惣兵衛が新田開発のために調査が行われ、1年後の1729年（享保14年）に周辺17ヶ村の反対を押し切って干拓を開始し、1730年（享保15年）鴻沼新田（高沼新田）が作られた。見沼はその2年前、1728年に弥惣兵衛によって干拓された（干拓の手法は後述）。

## 干拓の手法
1. 見沼干拓時と同じく沼の中央に排水路を開削し、水を荒川へ抜く。
2. 溜池の水の代わりに見沼代用水西縁から水を引き取水し、沼の縁に沿って水路を開削する。

沼に流れ込んでいた霧敷川と繋げて一つの河川にする。

## 鴻沼・高沼の由来
鴻沼、コウノトリやサギなどの鳥が飛来することから付けられたと言われている。
鴻という字は画数が多く難しいため、古くから高に変えて、高沼と書かれ、のちにたかぬまとも呼ばれていった。農民の文書には専ら「高」の字を使うことが多かった。現在も、鴻沼川に鴻沼橋、高沼橋が架かっている。

## 伝説
河童や竜が住み着いているという伝説が数多く残っている。
- 沼には竜神が住んでおり、その竜神は見沼の主でもあり、2つの沼を暗雲に乗り、行き来していた。
- 鴻沼は東京湾まで通じる大きな沼だった。
- 河童はあちこちにいて、馬を引きずりこんだり、子供の尻児玉を抜いたり、いたずらをしていた。
- 長伝寺（さいたま市中央区本町東）の欄間の龍は大雨の夜に寺を抜け出し沼の水を飲み続け、洪水を防いだ。

など、当時の様子が感じられる話が多い。